# 신한고등학교 축구단
신한고등학교 축구부는 경기도 평택시에 위치한 신한고등학교의 축구부이다. 신한고등학교가 운영했었던 축구부로 1990년에 창단 됐었다. 2023년 현재 신한고등학교의 축구부는 해체된 상태이다.

## 참고 문헌
- “KFA 통합경기정보 시스템”. 대한축구협회.

## 같이 보기
- 신한고등학교